# Abdullah Al Kamali
Ne pas confondre avec Hamdan Al Kamali, le joueur de l'Olympique lyonnais.
Abdullah Ali Al Kamali, né le 9 décembre 1989 à Dubaï, est un footballeur émirati, jouant actuellement dans le club émirati de Al-Sharjah. Il est le premier joueur émirati à avoir évolué au Brésil.

## Clubs
- 2007-2008 :  Al-Wasl
- 2008-2009 :  Atlético Paranaense
- 2009-2010 :  Al-Ahli
- Depuis 2011 :  Sharjah SC

## Palmarès
- Coupe des Émirats arabes unis de football
  - Finaliste en 2008

- Championnat du Paraná de football
  - Champion en 2009